# World Wide Name
World Wide Name (WWN) або World Wide Identifier (WWID) — унікальний ідентифікатор, який використовується в технології зберігання даних, включаючи Fibre Channel, Advanced Technology Attachment (ATA) або Serial Attached SCSI (SAS).
Кожен WWN являє собою 8-байтне число, похідне від IEEE OUI і інформації, що надається виробником.
Існує два формати WWN, визначених IEEE :
- Оригінальний формат: адреси призначаються виробникам комітетом IEEE і вбудовуються в пристрій на етапі виготовлення. Це схоже на MAC-адресу Ethernet. Перші 2 байта шістнадцяткові 10:00 або 2x : хх (де х залежить від виробника), потім 3 байти — ідентифікатор виробника і потім 3 байта для серійного номера, що визначається виробником.
- Нова схема адресації: перші 3 байти — ідентифікатор виробника, в якому перший нібл — шістнадцяткове 5 або 6 , потім 36 біт — серійний номер, який визначається виробником.